# Passewaaij
Passewaaij est un ancien hameau situé dans la commune néerlandaise de Tiel, dans la province de Gueldre, aujourd'hui quartier d'extension de la ville.